# Пасхалий II
Святейший Пасха́лий II (лат. Paschalis PP. II), в миру Ранье́ро Бье́да (итал. Raniero Bieda; не ранее 1053 и не позднее 1055, предп. Галеата, Форли-Чезена[…] — 21 января 1118, Рим) — Папа Римский с 13 августа 1099 года по 21 января 1118 года.

## Биография
Раньеро родился в Блера, около Форли, Романья. Клюнийский монах, возведенный в сан кардинала Григорием VII.
Преданный аскетическим идеям, но слабохарактерный, он постоянно колебался между противоположными стремлениями и почти во всем терпел неудачи. Вступив на папский престол в разгар борьбы за инвеституру, Пасхалий сначала хотел держаться традиций Григория VII и счастливо справился с антипапами, которых поддерживала римская знать; но в столкновениях с государями он был вынужден идти на уступки.

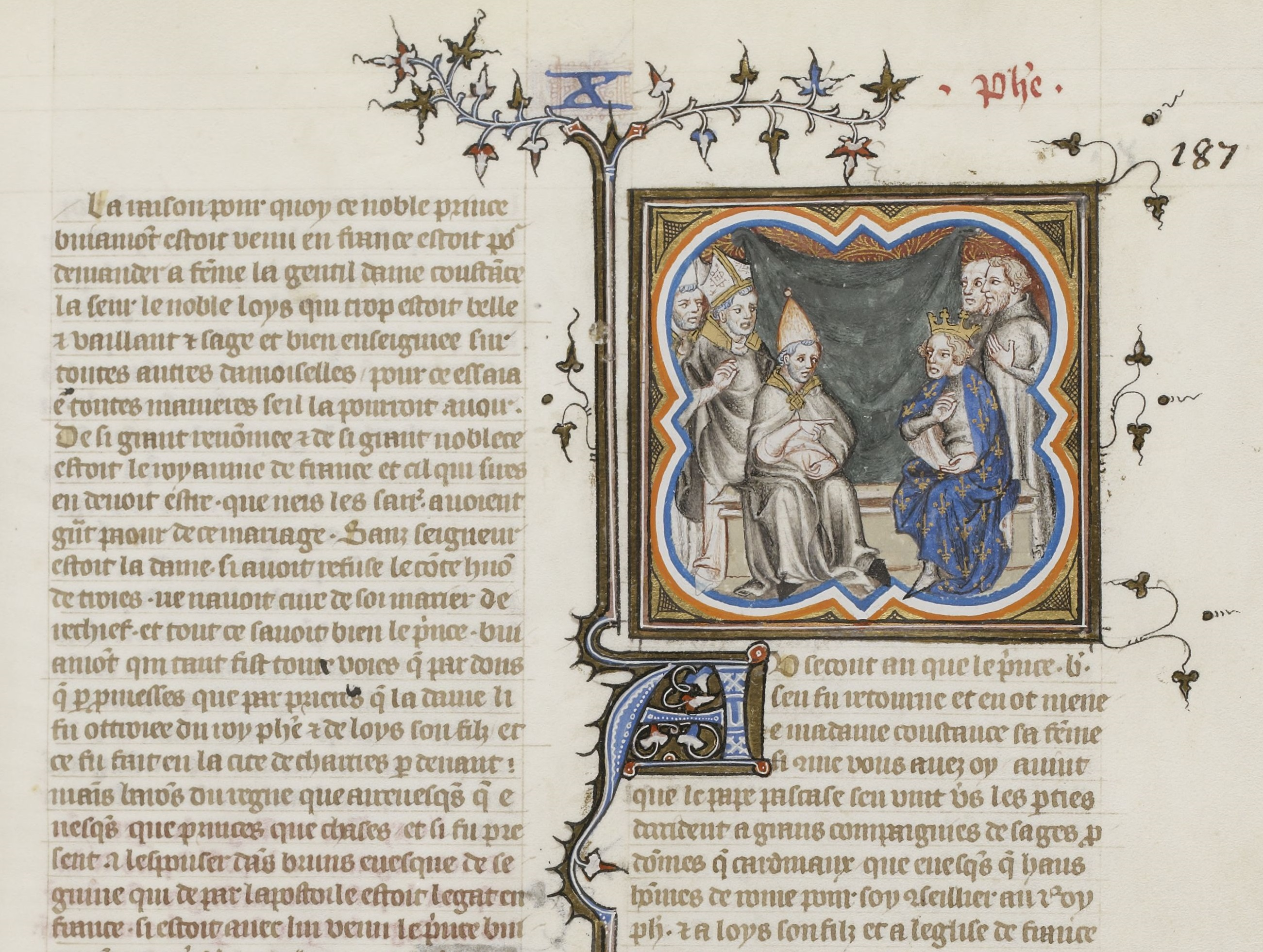
Встреча папы римского Пасхалия II и французского короля Филиппа I в 1107 году. Большие французские хроники

Король Франции Филипп I, отлученный от церкви за семейные дела, на словах подчинился папскому решению и получил прощение; зато в вопросе об инвеституре он отказался только от церемонии вручения кольца и посоха, но настоял на ленной присяге высшего духовенства и прогонял непослушных епископов. Также был решен этот вопрос и в Англии, на Лондонском соборе 1107 года.
В 1106 году Пасхалий положил конец борьбе за инвеституру в Англии: Ансельм, архиепископ Кентерберийский, договорился с Генрихом I, сохранив за собой исключительное право рукополгать кольцом и посохом, но признав королевское право требовать присяги епископов.
После смерти мятежного сына императора Генриха IV, Конрада в 1101 году, папа склонил будущего императора Генриха V выступить против отца (1104 год), запретил инвеституру на целом ряде соборов и отказал в церковном погребении Генриха IV. Вступив на престол, Генрих V не пожелал, однако, отказаться от инвеституры и в 1110 году с войском двинулся в Италию. Пасхалий отправил навстречу Генриху послов с таким предложением: император отказывается от инвеституры, а папа декретом предписывает духовенству, под страхом отлучения, отказаться от феодальных владений, приобретенных со времени Карла Великого, и от всех прав и привилегий, с этим связанных.
Генрих согласился на это предложение, при условии принятия его духовными феодалами. Этот договор был заключен в Сутри, в 1111 году; но когда папа, в соборе св. Петра, перед коронованием императора, прочитал договорный декрет, он вызвал взрыв негодования со стороны духовенства; в соборе произошла смута, и Генрих, не добившись коронования, арестовал папу и нескольких кардиналов (в частности Льва Остийского, Джованни Минуто, Бернардо дельи Уберти, Бонсиньоре и других).
На другой день в Риме началось движение для освобождения папы; император вынужден был удалиться из города, захватив с собой папу и кардиналов. Расположившись станом перед городом, Генрих держал пленных в суровом заключении около двух месяцев и добился полной победы в споре об инвеституре. Пасхалий предоставил Генриху право инвеституры, обязался его короновать и никогда не отлучать его от церкви.

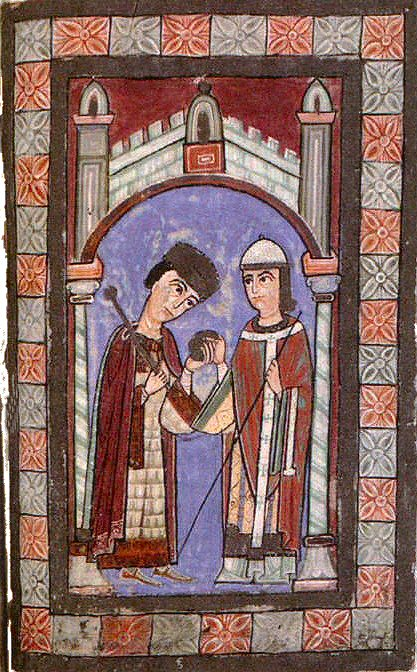
Пасхалий II передаёт императору Генриху V державу как символ светской власти

После коронования Генриха и удаления его из Италии, духовенство потребовало от Пасхалия уничтожения этого договора. На латеранском соборе 1112 года папа признал свою уступку «неправым делом», но отказался нарушить клятву, предоставив собору кассировать договор и не воспрепятствовав своим легатам отлучить Генриха от церкви, хотя сам некоторое время продолжал вести с ним дружескую переписку. Четыре года спустя Пасхалий, под давлением духовенства, торжественно проклял Сутрийский договор.
Пасхалий II приказал построить базилику Санти-Куаттро-Коронати на пепелище одного из сгоревших во время норманнского разгрома Рима в 1084 году храмов.
В 1116 году Пасхалий II, по инициативе графа Рамона Беренгера III, объявил крестовый поход для захвата Таррагоны.
Пасхалий приложил также некоторые усилия, чтобы преодолеть раскол между православной и католической церквями, но это не удалось, поскольку папа продолжал настаивать на том, чтобы Константинопольский патриарх признал примат Папы над «всеми церквями Божьими по всему миру».
Первый епископ Америки был назначен во время правления Пасхалия II, почти за четыре столетия до первого путешествия Колумба через Атлантику. Эрик Гнупсон стал епископом Гренландии и Винланда (считается, что ныне это Ньюфаундленд).
Пасхалий II издал буллу «Pie postulatio voluntatis» 15 февраля 1113 года, которая взяла под папскую охрану религиозный орден Госпиталя Святого Иоанна Иерусалимского, впоследствии известный как госпитальеры. Он также подтвердил приобретения и пожертвования ордена в Европе и Азии и освободил его от всякой власти, кроме власти Папы.
К концу своего понтификата папа столкнулся с новыми проблемами в Англии. Он жаловался в 1115 году, что церковные советы проводятся без его одобрения, а епископы рукополагаются без его разрешения, а также угрожал Генриху I отлучением. Матильда Тосканская, как говорили, завещала все свои земли церкви в 1115 году, но пожертвование не было документально оформлено. Император Генрих V сразу предъявил претензии на земли Матильды как имперский лен и заставил папу бежать из Рима. Пасхалий II вернулся в город после ухода императора в начале 1118 года, но умер через несколько дней, 21 января 1118 года.